# Поразава
Поразава (блр. Поразава; рус. Порозово) насељено је место са административним статусом варошице (городской посёлок) у западном делу Републике Белорусије. Административно припада Свислачком рејону Гродњенске области.
Према подацима пописа становништва из 2009. у вароши је живело 1.100 становника.

## Географија
Насеље Поразава се налази у југозападном делу Гродњенске области на реци Рос на око 22 км источно од града Свислача, и око 112 км јужно од административног центра области Гродна.

## Историја
Насеље се у писаним документима први пут помиње током XV века као краљевски посед у границама Вавкавијског повјата Велике Кнежевине Литваније. Године 1523. добија магдебуршко право и постаје самоуправни градски центар. У саставу Руске Империје је од 1795. и расапада Пољско-литванске уније (као окружни центар у Гродњенској губернији).
Током XIX и с почетка XX века постаје важан центар производње керамике, и у том периоду у насељу је постојало око 200 занатских радионица које су се бавиле овом делатношћу.
Од 1921. до 1939. у саставу је Бјелостовског војводства Пољске. Саставни део Белорусије је од 1939. (тада Белоруска ССР) када је и постао центар истоименог рејона. Административни статус урбаног насеља типа вароши има од 1958, а у границама Свислачког рејона је од 1960. године.

## Демографија
Према резултатима пописа из 2009. у насељу је живело 1.100 становника.